# Rodrigo Bravo Ahuja
Rodrigo Bravo Ahuja (San Juan Bautista Tuxtepec, Oaxaca, 23 de junio de 1913-?) fue un político mexicano, miembro del Partido Revolucionario Institucional (PRI). Fue diputado federal de 1967 a 1970.

## Biografía
Tenía estudios de administración de empresas y el título de contador privado. Su hermano, Víctor Bravo Ahuja, fue gobernador de Oaxaca de 1968 a 1970 y secretario de Educación Pública de 1970 a 1976 en el gobierno de Luis Echeverría Álvarez.
Como miembro del PRI, en 1961 fue candidato a diputado federal suplente por el Distrito 4 de Oaxaca, siendo candidato propietario Jenaro Vázquez Colmenares, resultando elegido para la XLV Legislatura que terminó en 1964, pero en la que nunca me llamado a ejercer el cargo. En 1967 fue postulado candidato en propiedad por el mismo distrito, triunfando en la elección y representándolo en la XLVII Legislatura de dicho año a de 1970.